# رپویلر
رپویلر (به فرانسوی: Roppeviller) یک کمون در فرانسه است که در Canton of Bitche واقع شده‌است.

## خصوصیات
رپویلر ۱۳٫۷۷ کیلومترمربع مساحت و ۱۴۰ نفر جمعیت دارد و ۲۶۰ متر بالاتر از سطح دریا واقع شده‌است.